# Deep Inside of You
Deep Inside of You è un singolo del gruppo alternative rock statunitense Third Eye Blind, pubblicato nel 2000 ed estratto dall'album Blue.

## Tracce
- CD

1. Deep Inside of You
2. Anything (acoustic)
3. 1000 Julys (live at the "X-Lounge")